# Richard T. Burke
Richard Taylor Burke (* 1943) ist ein US-amerikanischer Unternehmer. Er wurde vor allem bekannt als Gründer des Krankenversicherungsunternehmens UnitedHealth Group.

## Leben und Tätigkeit
In den 1970er Jahren arbeitete Burke bei dem Thinktank InterStudy. Während dieser Zeit entwickelte er in Bezug auf die Organisation des amerikanischen Krankenversorgungswesens die Auffassung, dass dieses wirtschaftlich, d. h. gewinnorientiert, ausgerichtet sein sollte, und dass der Zugang zu Krankenhausversorgung beschränkt sein sollte.
1977 gründete er den Versicherungskonzern UnitedHealth. 1984 erhielt Burke einen Kredit des Unternehmens Physicians Health Plan (PHP), in dessen Aufsichtsrat er saß, um einen Teil der Unkosten seines im Aufbau befindlichen Konzerns bestreiten zu können: Im Gegenzug sicherte er der PHP ein Paket der zukünftig von UnitedHealth zu emittierenden Aktien zu. Im Gegenzug sicherte PHP UnitedHealth 15 bis 17 % seiner Profite über einen Zeitraum von 25 Jahren zu. Da PHP die Honorare seiner Vertragsärzte zu dieser Zeit erheblich kürzte, wurde gegen Burke verschiedentlich der Vorwurf erhoben, dass er seine Position bei PHP missbraucht habe, um das von ihm gegründete Unternehmen zu begünstigen und sich selbst auf Kosten der Mediziner zu bereichern. Auch wurde kritisiert, dass es ein ethisch fragwürdiges Verhalten sei, gleichzeitig den Führungsgremien von zwei Unternehmen mit konträren Interessen anzugehören, da er als Führungskraft von UnitedHealthcare ein Interesse hatte, die Profitabilität dieses Unternehmens zu steigern, während er als Mitglied des Aufsichtsrats von PHP offiziell den Auftrag hatte, sich für eine Senkung der Gesundheitskosten einzusetzen. Die Zeitung Minnesota Star Tribune beschrieb ihn 1995 in diesem Sinne einmal als „die Personifizierung von allem, was mit [dem System] gewerbsmäßiger Krankenversorgung [seiner Hochzeit] falsch war“ (personifying what was wrong with managed care).
Im Oktober 2006 wurde Burke der Vorstandsvorsitzende (chair) von UnitedHealth. Diesen Posten behielt er bis 2017 bei. 2022 zog er sich aus dem Vorstand zurück.
Zusätzlich zu seinen Aktivitäten im Gesundheitssektor war Burke Hauptaktionär von FirstCash Inc. Im Jahr 1995 wurde er außerdem Eigentümer des Eishockeyfranchises Winnipeg Jets aus der National Hockey League (NHL). Ein Jahr später verlegte er den Standort der Organisation aus dem kanadischen Winnipeg in der Provinz Manitoba nach Phoenix im US-Bundesstaat Arizona. Der Name des Teams wurde daraufhin in Phoenix Coyotes geändert. Er verkaufte das Team 2001 an Steve Ellmann und Wayne Gretzky.

## Künstlerische Rezeption
Der amerikanische Folklore-Sänger Jesse Welles hat Burke und seine Geschäftspraktiken in seiner Ballade „United Health“, die sich kritisch mit dem amerikanischen Krankenversicherungswesen auseinandersetzt, verarbeitet. In dieser finden sich zwei Strophen, die direkt auf Burke Bezug nehmen:

„Way back in seventyandseven Mr. Richard T. Burke / 
started buying HMOs putting federal grants at work / 
made 50 billion buckaroos last year / 
the Warren Buffett of health, the Jeff Bezos of fear.
Now, CEO's come and go, and one just went /
The Ingredients you got, bake the cake you get /
If you get sick, cross your fingers for luck / 
’cause old Richard T. Burke ain’t giving a fuck.“

## Schriften
- A Review of the Experience of Two Small HMOs, 1972.
- Guidelines for HMO Marketing, Minneapolis 1973.